# Vena distrikt
Vena distrikt är ett distrikt i Hultsfreds kommun och Kalmar län. 
Distriktet ligger öster om Hultsfred. 

## Tidigare administrativ tillhörighet
Distriktet inrättades 2016 och utgörs av en del av socknen Vena i Hultsfreds kommun.
Området motsvarar den omfattning Vena församling hade vid årsskiftet 1999/2000 och som den fick 1955 när Hultsfreds församling bröts ut.